# Arg-e Bam
Arg-e Bam (ارگ بم in persiano, "cittadella di Bam"), prima del terremoto del 2003, era la più grande costruzione in mattoni di adobe al mondo. Era situata a Bam, una cittadina della provincia di Kerman nel sud-est dell'Iran. È menzionata dall'UNESCO come opera facente parte del Patrimonio dell'umanità, sotto il nome di "Bam e il suo panorama culturale".

## Storia
Questa enorme cittadella sulla Via della seta fu costruita prima del 500 a.C. e rimase in uso fino al 1850. Non si conosce con certezza il motivo per il quale venne poi abbandonata. L'intera costruzione era una fortezza nel cui cuore era collocata la cittadella stessa, ma a causa dell'impressionante aspetto della cittadella, che forma il punto più alto, l'intera fortezza è chiamata la Cittadella di Bam. Il 26 dicembre 2003 la cittadella fu quasi completamente distrutta da un terremoto, insieme a molti resti di Bam e dintorni. Pochi giorni dopo il terremoto, l'allora Presidente iraniano Mohammad Khatami annunciò che la Cittadella sarebbe stata ricostruita.

## Dimensioni
Più grande della vicina Arg-e Rayen, l'area della cittadella di Bam è di circa 180.000 m², ed è delimitata da poderose muraglie alte 6-7 metri e lunghe 1815. La Cittadella mostra due delle torri che "restano in piedi" e per le quali è nota. C'erano ben 67 torri del genere sparse per l'antica città di Bam.

## Architettura
La pianta e l'architettura della cittadella sono ingegnosamente studiate da diversi punti di vista. Dalla forma un osservatore può notare che il progettista aveva previsto l'intera forma finale della città sin dai primi momenti durante il processo di edificazione. Durante ogni fase dello sviluppo dell'agglomerato la parte già costruita godeva di una struttura completa, e ogni parte addizionale poteva essere "cucita" all'interno della parte esistente.
La cittadella è collocata al centro della città-fortezza, sul punto di osservazione più sicuro.
Nella forma di architettura della città di Bam ci sono due diverse parti distinguibili:
- La parte dei signori all'interno delle mura, compresa la cittadella, casermoni, mulino, una casa di quattro sezioni, un pozzo d'acqua (scavato nel terreno roccioso e profondo quasi 40 metri), e una stalla per 200 cavalli.
- La parte dei sudditi, che circonda la parte dei signori, in cui si trova la principale via di accesso alla città-fortezza e il bazar a fianco degli assi principali che vanno da Nord a Sud (che collegano l'entrata principale con la cittadella), e circa 400 case con i relativi edifici pubblici (come scuole e luoghi dedicati allo sport).

Fra le case, si possono individuare tre diverse tipologie:
- Le case più piccole con 2-3 camere per le famiglie povere.
- Case più grandi con 3-4 camere per il ceto medio, alcune delle quali possiedono anche una veranda.
- Le case più lussuose con più camere orientate in direzioni diverse per godere al meglio delle stagioni dell'anno, insieme ad una grande corte e una stalla per gli animali. Nella fortezza ci sono poche di queste case.

Tutti gli edifici sono costituiti con mattoni di argilla non cotti, secondo la tecnica dell'adobe. La cittadella di Bam era, probabilmente prima del terremoto del 2003, la costruzione più grande al mondo in mattoni.

## Sicurezza

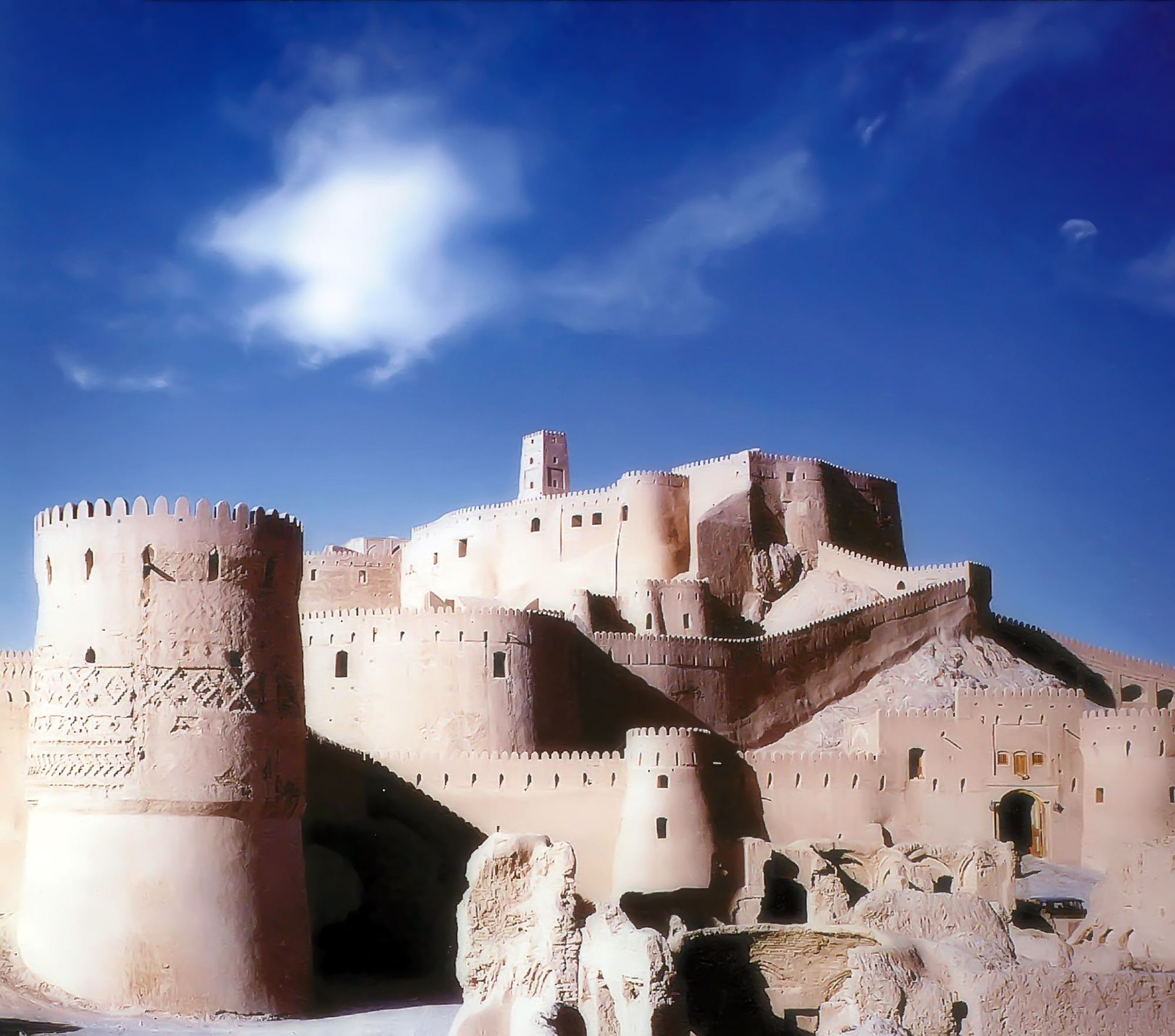
Arg-é Bam, prima del terremoto del 2003.

Quando le porte della città venivano chiuse, non potevano entrare né uomini né animali. Gli abitanti potevano continuare a vivere per un lungo periodo di tempo in isolamento dato che avevano l'accesso ad un pozzo, a dei giardini, e ad animali domestici all'interno della fortezza. Quando la città-fortezza veniva assediata, gli abitanti potevano rimanere all'interno mentre i soldati la potevano difendere, protetti da alte mura e torri.

## Condizionamento dell'aria
Oltre alle torri di guardia c'erano le torri del vento (in Persiano: badgir بادگير). Erano strutture che sovrastavano gli edifici per recuperare il vento e direzionarlo all'interno delle costruzioni. L'aria passava sopra dei recipienti contenenti acqua e si raffreddava venendo anche purificata della polvere. Esistevano 4 torri del vento direzionali nelle costruzioni più importanti e grandi, capaci di recuperare il vento da varie direzioni, ma solo una negli edifici minori.

## Il terremoto del 2003

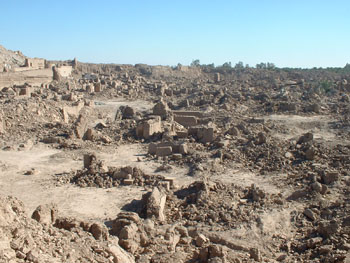
La distruzione a seguito del terremoto del 2003.

Il terremoto del 2003 distrusse più dell'80% della cittadella. Dopo che è stata designata patrimonio dell'umanità, molte nazioni hanno partecipato finanziariamente alla ricostruzione. Giappone, Italia e Francia sono tra i Paesi che hanno cooperato fin dall'inizio. Il Giappone ha stanziato 1.300.000 dollari per la ricostruzione e ha supportato questo progetto mandando l'equipaggiamento necessario e creando una pianta 3D della nuova cittadella di Bam per aumentare l'accuratezza dei lavori di ricostruzione. L'Italia ha investito 300.000 dollari nel progetto e ha mandato un gruppo di esperti per restaurare la torre principale di Bam. La Francia ha inviato in Iran la mappa della cittadella. La Banca Mondiale ha inoltre assicurato una ingente somma per questo progetto.

Fortezza rinnovata nel 2016.

## Nella cultura di massa
- La cittadella di Bam è stata utilizzata come location del film del 1976, diretto da Valerio Zurlini, Il deserto dei Tartari, tratto dal romanzo omonimo di Dino Buzzati. Nella cittadella in particolare è stata ambientata l'ipotetica Fortezza Bastiani, che confina con l'ipotetico nemico che abita i paesi del Nord.